# BroadR-Reach
Die BroadR-Reach-Technologie ist ein Ethernet-Physical-Layer-Standard für Connectivity-Anwendungen im Automobilbereich. BroadR-Reach-Technologie ermöglicht es mehreren Fahrzeug-Bordsystemen, über ungeschirmte Single-Twisted-Pair-Kabel gleichzeitig auf Informationen zuzugreifen. Laut Broadcom Corporation, die den BroadR-Reach-Standard erfunden hat, profitieren Automobilhersteller, die den BroadR-Reach-Ethernet-Standard integrieren, unter anderem durch reduzierte Verbindungskosten und ein geringeres Gewicht der Verkabelung. Die Spezifikation wurde 2015 als IEEE 802.3bw in den Ethernet-Standard aufgenommen.

## BroadR-Reach-Netzwerke
Der Einsatz der BroadR-Reach-Technologie im Automobilbereich ermöglicht die Migration von mehreren abgeschlossenen Anwendungen zu einem einzigen, offenen und skalierbaren Ethernet-Netzwerk im Fahrzeug. Damit lassen sich elektronische Systeme und Geräte ins Fahrzeug integrieren, beispielsweise Sicherheitssysteme (360-Grad-Rundumsicht-Einparkhilfe, Rückfahrkameras, Kollisionsvermeidungssysteme), Komfort- und Infotainment-Lösungen. Der für den Automobilbereich geeignete BroadR-Reach-Ethernet-Physical-Layer Standard kann mit Switch-Technologie nach IEEE 802.3 kombiniert werden, wodurch sich 100 Mbit/s über ungeschirmte Single-Twisted-Pair-Kabel erreichen lassen. Dadurch wird die Verkabelung aller Komponenten im Fahrzeug durch Twisted-Pair-Kabel ersetzt.

## Physical Layer / Bitübertragungsschicht
Beim BroadR-Reach-Automobil-Ethernet-Standard erfolgt ein gleichzeitiger Sende- und Empfangsbetrieb, d. h. Vollduplex, über ein Unshielded-Twisted-Pair-Kabel statt eines Halbduplex-Betriebs mit 100BASE-TX, wo ein Paar zum Senden und ein Paar zum Empfang mit derselben Datenrate notwendig sind. Für eine bessere Dekorrelation des Signals verwendet der digitale Signalprozessor (DSP) einen stark optimierten Scrambler im Vergleich zu dem bei 100BASE-TX verwendeten Scrambler. Dies bietet ein Signalisierungsschema, das für Automobilanwendungen benötigt wird. Der BroadR-Reach-Automobil-Ethernet-Standard verwendet ein Signalisierungsschema mit einer höheren spektralen Effizienz als beim Signalisierungsschema, das für 100BASE-TX verwendet wird. Dies begrenzt die Signal-Bandbreite des Automobil-Ethernet auf 33,3 MHz, etwa die Hälfte der Bandbreite von 100BASE-TX. Eine geringere Signal-Bandbreite verbessert die Rückflussdämpfung, verringert das Übersprechen und sorgt dafür, dass der BroadR-Reach-Automobil-Ethernet-Standard die strengen EMV-Anforderungen im Automobilbereich erfüllt.
Strenge Standards und interne Vorgaben der Automobilhersteller (getrieben von „Open Alliance“) erfordern die Verwendung eines Tiefpassfilters aus diskreten Komponenten mit geringen Toleranzen (1 %). Komponenten mit geringen Toleranzen reduzieren Impedanzabweichungen zwischen den differentiellen Leitungen. Halbleiterhersteller, wie beispielsweise STMicroelectronics, haben eine integrierte Lösung vorgestellt, die sowohl Tiefpassfilter als auch ESD Schutz auf einem einzigen Siliziumchip vereint. Eine integrierte Lösung der diskreten Komponenten auf einem Siliziumchip ermöglicht eine perfekte Abstimmung aller R, C und L Werte, da sie demselben Herstellungsprozess unterliegen. Diese Lösung reduziert die Designkomplexität dieser Schnittstelle und vereinfacht die „BroadR-Reach“ Durchdringung des Automobilmarkts.

## Standardisierung
Die OPEN Alliance SIG ist eine Special Interest Group (SIG), die BMW, Broadcom, Freescale, Harman, Hyundai und NXP gebildet haben, um BroadR-Reach als offenen Standard zu etablieren und die verbreitete Anwendung des Automobil-Ethernet als dem Connectivity-Standard für automobile Netzwerkanwendungen zu fördern. Seit der Gründung Ende 2011 sind 160 Unternehmen (Stand 18. Dezember 2013) Mitglied der Gruppe geworden.

## Lizenzierung
Der BroadR-Reach-Automobil-Ethernet-Standard wurde im Dezember 2011 freigegeben, nach der Bildung der OPEN Alliance Special Interest Group. Eine Lizenz für die Spezifikation von BroadR-Reach ist für alle interessierten OPEN-Alliance-SIG-Mitglieder unter RAND-Bedingungen über eine Lizenz von der Broadcom Corporation verfügbar.